# Stella Jones
Stella Jones, född Stellisa Zacher 1971 i Västberlin, är en österrikisk pop- och jazzsångerska samt låtskrivare och pianist.
Stella Jones är dotter till trumpetisten Carmel Jones och artisten Christine Jones. Hon började spela piano när hon var fem år. Hon flyttade till Wien 1977 och uppträdde tillsammans med sin mor på jazzklubbar. Under 1980-talet var Jones verksam som musikalartist och medverkade i uppsättningar av bl.a. Jesus Christ Superstar, The Rocky Horror Show, Mozartmania, Rent, Ain't Misbehavin' och Little Shop of Horrors. Som en del av musikgruppen Powerpack fick hon sin första hit med låten Birthday Song 1992. Den placerade sig på förstaplatsen i Ö3 Austria Top 40.
Jones representerade Österrike i Eurovision Song Contest 1995 med bidraget Die Welt dreht sich verkehrt som kom på 13:e plats med 67 poäng. Samma år släppte hon debutalbumet Thunder. Hon deltog även i Eurovision Song Contest 1996, tillsammans med bl.a. Bettina Soriat, som en del av gospelkören bakom George Nussbaumer. Hon deltog även i den österrikiska uttagningen till tävlingen 1990 som en del av Gruppe Papageno, då de kom på 3:e plats med bidraget Papagena.
Jones har samarbetat med en rad nationellt och internationellt kända artister som Taylor Dayne, Gloria Gaynor, Nina Hagen och Rainhard Fendrich.

## Diskografi
- Thunder (1995)
- The Pursuit of Silence (2008)
- M.A.Y.A. – Mystic Ancient Yearning Astronaut (2012)